# Lipoxygénase

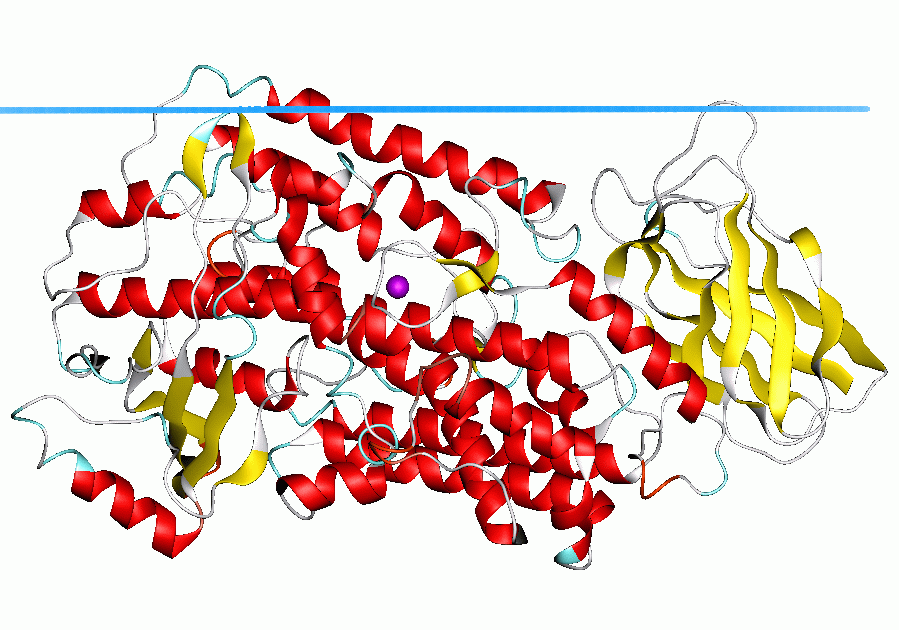
Image protéique de la base de données OPM

La lipoxygénase est un type de protéine enzymatique qui catalyse l'oxydation des acides gras ou autres alcènes. Il en existe de multiples sortes.
Elle entre notamment en jeu dans le métabolisme de l'arachidonate (acide eicosatétraénoïque) pour sa transformation en eicosanoïdes linéaires : les leucotriènes (dans les leucocytes, les poumons, le cœur, le cerveau et la rate), qui sont impliqués dans les réactions d'anaphylaxie. Pour cette raison des médicaments tentent d'être mis au point pour inhiber leur activité et réduire certaines réactions inflammatoires (asthme, allergies...).
Cette enzyme est naturellement présente dans de nombreux matériaux (bois, pistil des fleurs, pétrole, crème chantilly...) chez qui elle est responsable de l'apparition du rancissement des acides gras au cours du temps.